# Biralus mahunkaorum
Biralus mahunkaorum är en skalbaggsart som beskrevs av Adam 1983. Biralus mahunkaorum ingår i släktet Biralus och familjen Aphodiidae. Inga underarter finns listade.